# Jeanne Bignami-Odier
Pour les articles homonymes, voir Bignami et Odier.

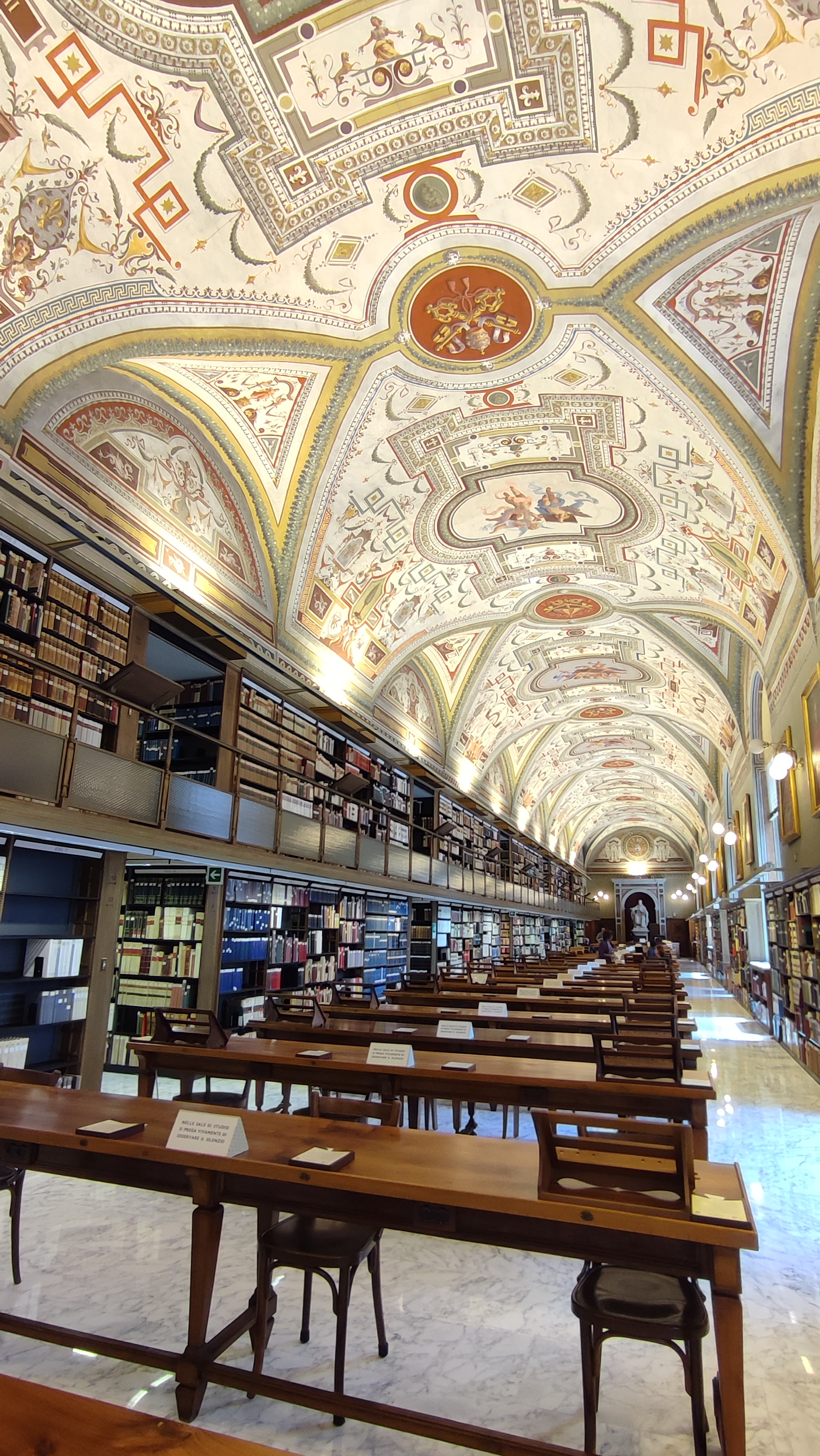
La bibliothèque vaticane

Jeanne Bignami-Odier, née le 30 octobre 1902 à Paris 7e et morte le 19 janvier 1989 à Rome, est une bibliothécaire et historienne française.

## Biographie

### Jeunesse et études
Elle étudie au lycée Molière (Paris) de 1924 à 1925 puis entre parmi les premières étudiantes à l'École nationale des chartes où soutient une thèse sur l'archiviste du XIVe siècle Jean de Roquetaillade et est reçue première de la promotion 1925. Elle est ensuite nommée à l'École française de Rome, où elle rencontre son amie, Jeanne Vieilliard.

### Carrière
Elle travaille sur les relations diplomatiques entre la France et le Saint-Siège, au temps du règne de Charles V et du pontificat de Grégoire IX. Elle travaille à Rome, tout en étant nommée bibliothécaire-stagiaire à la Bibliothèque nationale. Elle obtient en 1929 une subvention de la Carnegie Endowment for International Peace pour travailler à la Bibliothèque apostolique vaticane, bibliothèque où elle y passera le restant de sa vie à cataloguer, indexer et étudier les manuscrits. En 1929, avec des archivistes femmes essentiellement américaines, elle constitue « un fichier biographique unique des manuscrits du Vatican ». Pour entreprendre ce grand projet d’envergure qui lui a valu dix ans d’études, elle a recours à diverses sources variées : archives, correspondances, documents notariés, notes aux marges des manuscrits etc.

## Vie privée
Elle épouse Francesco Bignami, un médecin italien, en 1929. Celui-ci décède en 1976.

## Publications
- Études sur Jean de Roquetaillade, Paris, J. Vrin, 1952.
- Premières recherches sur le fonds Ottoboni, Città del Vaticano, Biblioteca Apostolica Vaticana, 1966 (Studi et testi, 245).
- La bibliothèque Vaticane de Sixte IV à Pie XI : Recherches sur l'histoire des collections de manuscrits, avec la collaboration de José Ruysschaert, Città del Vaticano, Biblioteca Apostolica Vaticana, 1973 (Studi e testi, 272)
- « Guide au département des manuscrits de la bibliothèque du Vatican », Mélanges de l'École française de Rome, 51, 1934, p. 205-239.
- Jean de Roquetaillade, Liber ostensor quod adesse festinant tempora, Édition critique sous la direction d’André Vauchez par Clémence Thévenaz-Modestin et Christine Morerod-Fattebert, avec la collaboration de Marie-Henriette Jullien de Pommerol, sur la base d’une transcription de Jeanne Bignami-Odier. Rome, École française de Rome, 2005 (Sources et documents d’histoire du Moyen Âge, 8)